# サティアー
サティアー (Satyr、本名：シグル・ウォングラヴェン (Sigurd Wongraven)、1975年11月28日 - )は、ノルウェー・オスロ出身のヘヴィメタル・ミュージシャン。ノルウェーのブラックメタルバンド、サテリコン (Satyricon)のボーカリスト、リード&リズムギタリスト、ベーシスト、キーボーディストとして著名。サテリコンのオリジナルメンバーであり、7枚のスタジオアルバム、2本のデモテープ、ライヴDVDなどをリリースしている。またサテリコン以外にも、ストーム (Storm)やエイボン (Eibon)などのバンドに参加していた。また、ソロプロジェクトとして、フォーク・アンビエントプロジェクト、ウォングラヴェン (Wongraven)で活動していた。正式参加以外にも、ダークスローンやセルティック・フロスト、ソーンズのアルバムにもゲストとして参加したことがある。
サティアーはあるインタビューでブラックメタルについて次のように語っている。
「ブラックメタルは必ずしもサタニックなものでなければならないというわけではない。暗澹としたものでありさえすればいい 。」
また、近年ESP Guitarsとエンドーズ契約を結んだ。
ミュージシャン以外に、音楽プロデューサー及びレコーディング・エンジニアとしても活動しており、自身の参加するバンド以外にも、Gehennaなどのバンドのアルバムでプロデューサーを務めている。

## ディスコグラフィー

### サテリコン (Satyricon)
サテリコン (バンド)#ディスコグラフィを参照

### ウォングラヴェン (Wongraven)
#ウォングラヴェンを参照

### ストーム (Storm)
アルバム
- 1995年 Nordavind

### ゲスト参加
セルティック・フロスト (Celtic Frost)
- 2006年 Monotheist (「Synagoga Satanae」にボーカリストとして参加)

ダークスローン (Darkthrone)
- 1996年 Goatlord (「Rex」、「Sadomasochistic Rites 」にバッキングボーカリストとして参加)

ソーンズ (Thorns)
- 1999年 Thorns Vs. Emperor (Split) (ボーカリストとして参加)
- 2001年 Thorns (「World Playground Deceit」、「Stellar Master Elite」、「Underneath the Universe II」、「Interface to God」にボーカリストとして参加)
- 2002年 Embrace / Fragment (EP) (ボーカリストとして参加)

### スタッフ参加作品一覧
- 1994年 Satyricon - Dark Medieval Times (プロデューサー)
- 1994年 Satyricon - The Shadowthrone (プロデューサー)
- 1995年 Satyricon - The Forest Is My Throne / Yggdrasill (Split) (デザイン)
- 1995年 Storm - Nordavind (プロデューサー)
- 1995年 Wongraven - Fjelltronen (プロデューサー)
- 1996年 Satyricon - Mother North (Video/VHS) (ディレクター)
- 1996年 Satyricon - Nemesis Divina (プロデューサー、ミキシング、エンジニアリング、アートワーク)
- 1997年 Satyricon - Megiddo (EP) (プロデューサー、エンジニアリング)
- 1999年 Satyricon - Intermezzo II (EP) (マスタリング、デザイン)
- 1999年 Thorns - Thorns Vs. Emperor (Split) (プロデューサー、マスタリング)
- 2000年 Gehenna - Murder (マスタリング)
- 2001年 Thorns - Thorns (プロデューサー、ミキシング、マスタリング)
- 2002年 Satyricon - Volcano (プロデューサー、エンジニアリング、ミキシング、マスタリング)
- 2002年 Khold -  Phantom (マスタリング)
- 2005年 Gehenna - WW (ミキシング、マスタリング)
- 2006年 Satyricon - Now, Diabolical (プロデューサー、エフェクト、アート・ディレクター)
- 2008年 Satyricon - The Age of Nero (プロデューサー)

## ウォングラヴェン
ウォングラヴェン (Wongraven)は、ノルウェーのヘヴィメタルミュージシャン、サティアーのフォーク・アンビエント・ソロプロジェクト。1994年に活動を開始し、翌1995年に1stアルバム『Fjelltronen』をリリースしデビューした。その後は、サティアーが多忙なため、活動休止状態が続いている。

### メンバー
- サティアー Satyr - ボーカル、アコースティック・ギター、ベース、キーボード、マウス・ハープ、エフェクト

### ディスコグラフィー
- 1995年 Fjelltronen